# ۳ ای.ام. (فیلم ۲۰۰۱)
۳ ای. ام. (انگلیسی: 3 A.M.) یک فیلم است که در سال ۲۰۰۱ منتشر شد. از بازیگران آن می‌توان به دنی گلاور، پم گریر، اسپایک لی، ماریکا دومینچیک و میشل رودریگز اشاره کرد.